# Chevrolet El Camino (zweite Generation)
Der Chevrolet El Camino der zweiten Generation ist ein Fahrzeug von Chevrolet auf Basis des Chevrolet Chevelle, das von 1963 bis 1967 gebaut wurde. Er ist die Neuauflage des ursprünglichen El Caminos, den GM von 1959 bis 1960 produzierte. Wie auch dieser ist der El Camino der zweiten Generation ein Pickup-Truck mit der Karosserieform eines Coupés. Etwa 137.000 Fahrzeuge entstanden während der vierjährigen Bauzeit.

## Technische Beschreibung
Der El Camino ist ein zwei- oder dreisitziger Pick-Up-Truck, der auf einem Leiterrahmen aufgebaut ist. Auf diesen ist die Karosserie als Kompletteinheit montiert, Vorderwagen, Fahrerhaus und Ladefläche sind baulich nicht getrennt, sondern gehen wie bei einem Coupé fließend ineinander über. Angetrieben wird der El Camino – je nach Modell – von einem Reihensechszylinder- oder V8-Ottomotor, der serienmäßig an ein manuell zu schaltendes teilsynchronisiertes Dreiganggetriebe gekoppelt ist.

### Fahrwerk
Ein planebener, im Bereich der Achsen gekröpfter Leiterrahmen trägt den El Camino. Er hat im Heckbereich und an den Achsen je eine Querstrebe. Im Bereich des Vorderachsträgers ist der Rahmen schmaler. Die Vorderräder sind einzeln an doppelten Querlenkern aufgehängt, die Hinterachse ist eine Starrachse. Alle Räder sind mit Schraubenfedern gefedert und haben hydraulische Teleskopstoßdämpfer. Die maximal zulässige Achslast der Vorderachse beträgt 862 kg (1900 lbs), die der Hinterachse 1225 kg (2700 lbs). Der Radstand beträgt 2921 mm (115 in).
Der El Camino hat Reifen der Größe 7,00–14–4PR auf Felgen mit einem Durchmesser von 356 mm (14 in). Die Bremsanlage ist eine hydraulische Servobremsanlage, die auf Trommelbremsen an allen vier Rädern wirkt. Die Gesamtbremsfläche beträgt 1475 cm2 (228,6 in2). Standardmäßig ist der Bremsbelag asbesthaltig und verklebt, auf Wunsch war auch ein verschweißter Sintermetallbremsbelag erhältlich. Gelenkt wird mit einer Kugelumlauflenkung ohne Servounterstützung.

### Karosserie
Der El Camino hat eine nicht selbsttragende Karosserie: Sie ist als Kompletteinheit auf den Leiterrahmen aufgesetzt. Die Karosserie ist zweitürig, mit zwei Sitzen im Innenraum. Bis zur B-Säule entspricht die Form einem Coupé, ab der B-Säule folgt eine offene Ladefläche. Die größte Länge der Ladefläche beträgt 1994 mm (78,5 in), die größte Breite 1646 mm (64,8 in). Der Kraftstofftank hat ein Volumen von 75,7 dm3 (20 US. liq. gal.)

### Motorisierungen
Vier verschiedene Ottomotoren wurden für den El Camino angeboten, zwei R6- und zwei V8-Motoren, die beiden V8-Motoren waren durch unterschiedliche Vergaserbestückung in zwei bzw. drei Leistungsstufen erhältlich. Somit ergaben sich sieben mögliche Bruttoleistungsstufen von 120 bhp bis 365 bhp. Alle Motoren sind dreifach gelagert und erhielten Modellnamen, folgende Modelle konnten geliefert werden; trotz des Namensbestandteiles Turbo ist keiner der Motoren aufgeladen:
Reihensechszylinder
- High Thrift, 3185 cm3 (194 in3)
- Turbo-Thrift, 3869 cm3 (230 in3)

Die Motoren sind wassergekühlt und nasssumpfgeschmiert, sie haben einen Zylinderblock aus Gusseisen, auch das Material der Zylinderköpfe ist Gusseisen. Die Kurbelwelle ist aus Sphäroguss hergestellt, die Nockenwelle liegt unten und wird über Stirnräder angetrieben. Sie betätigt je Zylinder zwei hängende Ventile. Das Material der als Flachkolben konstruierten Kolben ist Aluminiumguss, sie übertragen die Kraft über gesenkgeschmiedete Pleuelstangen auf die Kurbelwelle. Für die Gemischaufbereitung ist ein Einfachfallstromvergaser Typ Rochester eingebaut.
V8
- Turbo-Fire, 4638 cm3 (283 in3)
- Turbo-Fire, 5354 cm3 (327 in3)

Auch die V8-Motoren sind wassergekühlt und nasssumpfgeschmiert, sie haben einen Zylinderblock aus Gusseisen, auch das Material der Zylinderköpfe ist Gusseisen. Die Kurbelwelle ist aus Schmiedestahl hergestellt, die Nockenwelle liegt unten und wird über eine Steuerkette angetrieben. Sie betätigt je Zylinder zwei hängende Ventile. Das Material der als Flachkolben konstruierten Kolben ist Aluminiumguss (ausgenommen 365-bhp-Version: Kaltgepresste Aluminiumkolben mit gewölbtem Boden), sie übertragen die Kraft über gesenkgeschmiedete Pleuelstangen auf die Kurbelwelle. Für die Gemischaufbereitung ist je nach Modell entweder ein Doppelfallstromvergaser Rochester 2G oder ein Vierfachfallstromvergaser Rochester 4G eingebaut.

#### Technische Daten der Motoren
| Modell                                              | High Thrift 194                             | Turbo-Thrift 230                          | Turbo-Fire 283                        | Turbo-Fire 283                        | Turbo-Fire 327                       | Turbo-Fire 327                       | Turbo-Fire 327                       |
| --------------------------------------------------- | ------------------------------------------- | ----------------------------------------- | ------------------------------------- | ------------------------------------- | ------------------------------------ | ------------------------------------ | ------------------------------------ |
| Bauart                                              | Reihensechszylindermotor (Otto, Viertakt)   | Reihensechszylindermotor (Otto, Viertakt) | V8-Motor (Otto, Viertakt)             | V8-Motor (Otto, Viertakt)             | V8-Motor (Otto, Viertakt)            | V8-Motor (Otto, Viertakt)            | V8-Motor (Otto, Viertakt)            |
| Gemischaufbereitung                                 | Einfachfallstromvergaser                    | Einfachfallstromvergaser                  | Zweifachfallstromvergaser             | Vierfachfallstromvergaser             | Vierfachfallstromvergaser            | Vierfachfallstromvergaser            | Vierfachfallstromvergaser            |
| Ventilsteuerung                                     | OHV-Ventilsteuerung                         | OHV-Ventilsteuerung                       | OHV-Ventilsteuerung                   | OHV-Ventilsteuerung                   | OHV-Ventilsteuerung                  | OHV-Ventilsteuerung                  | OHV-Ventilsteuerung                  |
| Bohrung × Hub                                       | 90,4875 mm × 82,55 mm (3,5625 in × 3,25 in) | 98,425 mm × 82,55 mm (3,875 in × 3,25 in) | 98,425 mm × 76,2 mm (3,875 in × 3 in) | 98,425 mm × 76,2 mm (3,875 in × 3 in) | 101,6 mm × 82,55 mm (4 in × 3,25 in) | 101,6 mm × 82,55 mm (4 in × 3,25 in) | 101,6 mm × 82,55 mm (4 in × 3,25 in) |
| Hubraum                                             | 3185 cm3 (194 in3)                          | 3869 cm3 (230 in3)                        | 4638 cm3 (283 in3)                    | 4638 cm3 (283 in3)                    | 5354 cm3 (327 in3)                   | 5354 cm3 (327 in3)                   | 5354 cm3 (327 in3)                   |
| Verdichtungsverhältnis {\displaystyle \varepsilon } | 8,5                                         | 8,5                                       | 9,25                                  | 9,25                                  | 10,5                                 | 10,5                                 | 11                                   |
| Bruttoleistung (SAE)                                | 120 bhp bei 4400 min−1                      | 155 bhp bei 4400 min−1                    | 195 bhp bei 4800 min−1                | 220 bhp bei 4800 min−1                | 250 bhp bei 4400 min−1               | 300 bhp bei 5000 min−1               | 365 bhp bei 6200 min−1               |
| Nennleistung (SAE)                                  | 71 kW (95 hp) bei 4000 min−1                | k. A.                                     | 112 kW (150 hp) bei 4400 min−1        | k. A.                                 | 157 kW (210 hp) bei 4400 min−1       | k. A.                                | k. A.                                |
| Bruttomaximaldrehmoment (SAE)                       | 177 lbf·ft bei 2400 min−1                   | 215 lbf·ft bei 2000 min−1                 | 285 lbf·ft bei 2400 min−1             | 295 lbf·ft bei 3200 min−1             | 350 lbf·ft bei 2800 min−1            | 360 lbf·ft bei 3200 min−1            | 350 lbf·ft bei 4000 min−1            |
| Nettomaximaldrehmoment (SAE)                        | 210 N·m (155 lbf·ft) bei 2400 min−1         | k. A.                                     | 332 N·m (245 lbf·ft) bei 2400 min−1   | k. A.                                 | 427 N·m (315 lbf·ft) bei 2600 min−1  | k. A.                                | k. A.                                |

### Getriebe und Kraftübertragung
Drei Basisgetriebe wurden für den El Camino angeboten, ein teilsynchronisiertes manuelles Getriebe, ein Overdrivegetriebe und ein zweistufiges Wandlergetriebe. Alle manuellen Getriebe werden mit einer konventionellen Einscheibenmembranfedertrockenkupplung vom Motor getrennt. Der Durchmesser der Kupplungen beträgt 231,78 mm (9,125 in), 254 mm (10 in) bzw. 264,32 mm (10,41 in). Die Kupplungen sind für ein maximales Drehmoment von 319 N·m (235 lbf·ft), (kleinste Kupplung), bzw. 382 N·m (282 lbf·ft), (ab 254 mm), ausgelegt. Vom Getriebe wird das Motordrehmoment über eine Kardanwelle und das Chevroletdifferenzialgetriebe des Typs Salisbury auf die Hinterräder übertragen. Das Übersetzungsverhältnis beträgt 3,36:1 oder 3,08:1, beim Overdrivegetriebe 3,7:1.
Manuelles Getriebe
Das manuelle Getriebe wurde von Chevrolet hergestellt und ist das Standardgetriebe für den El Camino, es hat serienmäßig drei Vorwärtsgänge, von denen der zweite und dritte Vorwärtsgang synchronisiert sind sowie einen nicht synchronisierten Rückwärtsgang. Alle Zahnräder sind aus gehärtetem Schmiedestahl hergestellt und schrägverzahnt. Denselben Getriebetyp gab es für die V8-Motoren auch mit vier Vorwärtsgängen, die alle synchronisiert sind. Für den Betrieb sind ca. 946 cm3 (2 US liq. pt.) Getriebeöl notwendig, beim Vierganggetriebe ca. 1183 cm3 (2,5 US liq. pt.). Ausschließlich die V8-Motoren waren mit der Viergangversion kombinierbar, für den leistungsstärksten V8-Motor mit 365 bhp war das Vierganggetriebe die einzige Option.
Overdrivegetriebe
Das Overdrivegetriebe entspricht dem konventionellen Dreiganggetriebe mit angeflanschtem Dreiritzelplanetengetriebe. Es muss manuell zugeschaltet werden. Das Overdriveverhältnis beträgt 0,7:1. Es müssen 1420 cm3 (3 US liq. pt.) Getriebeflüssigkeit eingefüllt werden. Nur die R6-Motoren und der 283er-V8-Motor waren in Kombination mit dem Overdrivegetriebe verfügbar.
Wandlergetriebe
Das Wandlergetriebe arbeitet vollautomatisch und hat zwei Vorwärtsfahrstufen und eine Rückwärtsfahrstufe. Mit Ausnahme der leistungsstärksten Versionen des kleinen (283er-) und großen (327er-) V8-Motors war das Wandlergetriebe für alle Motorisierungen erhältlich.

## Galerie

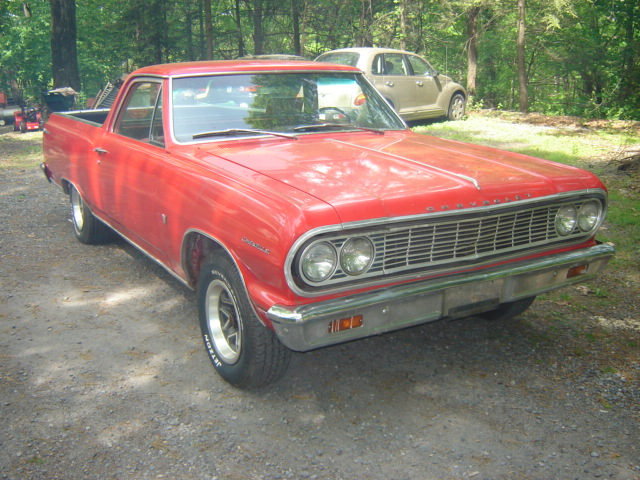
El Camino (1964)
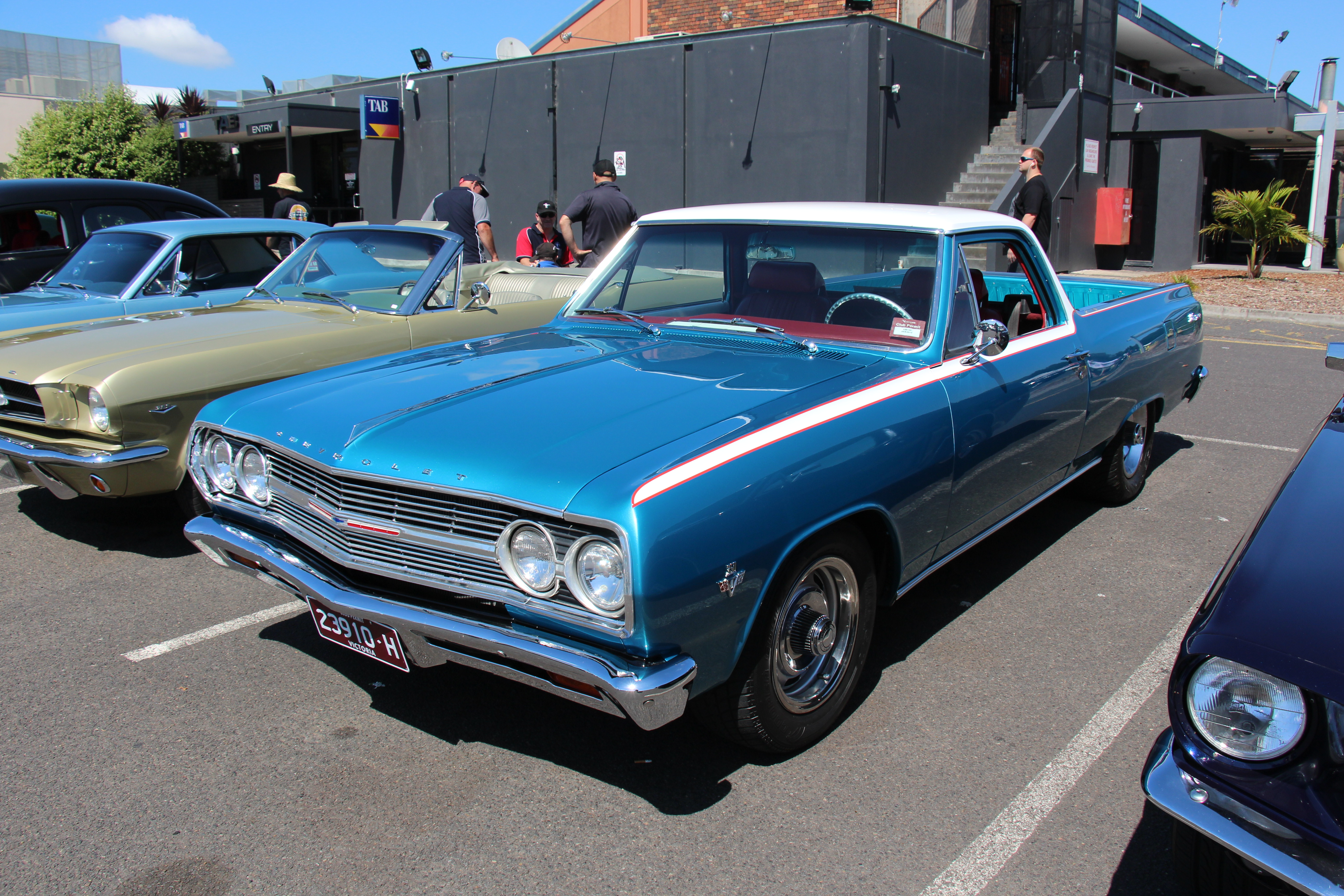
El Camino (1965)
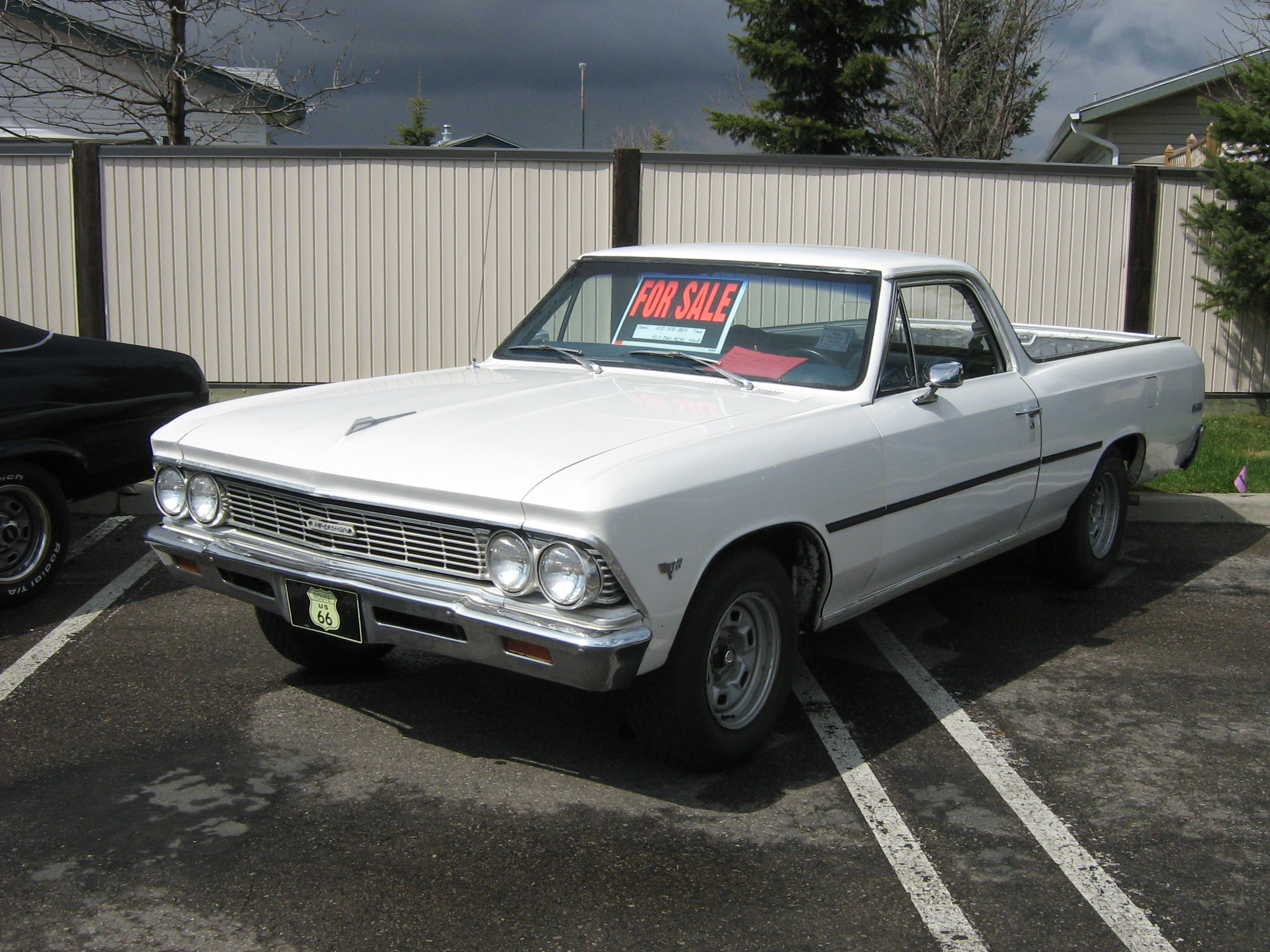
El Camino (1966)
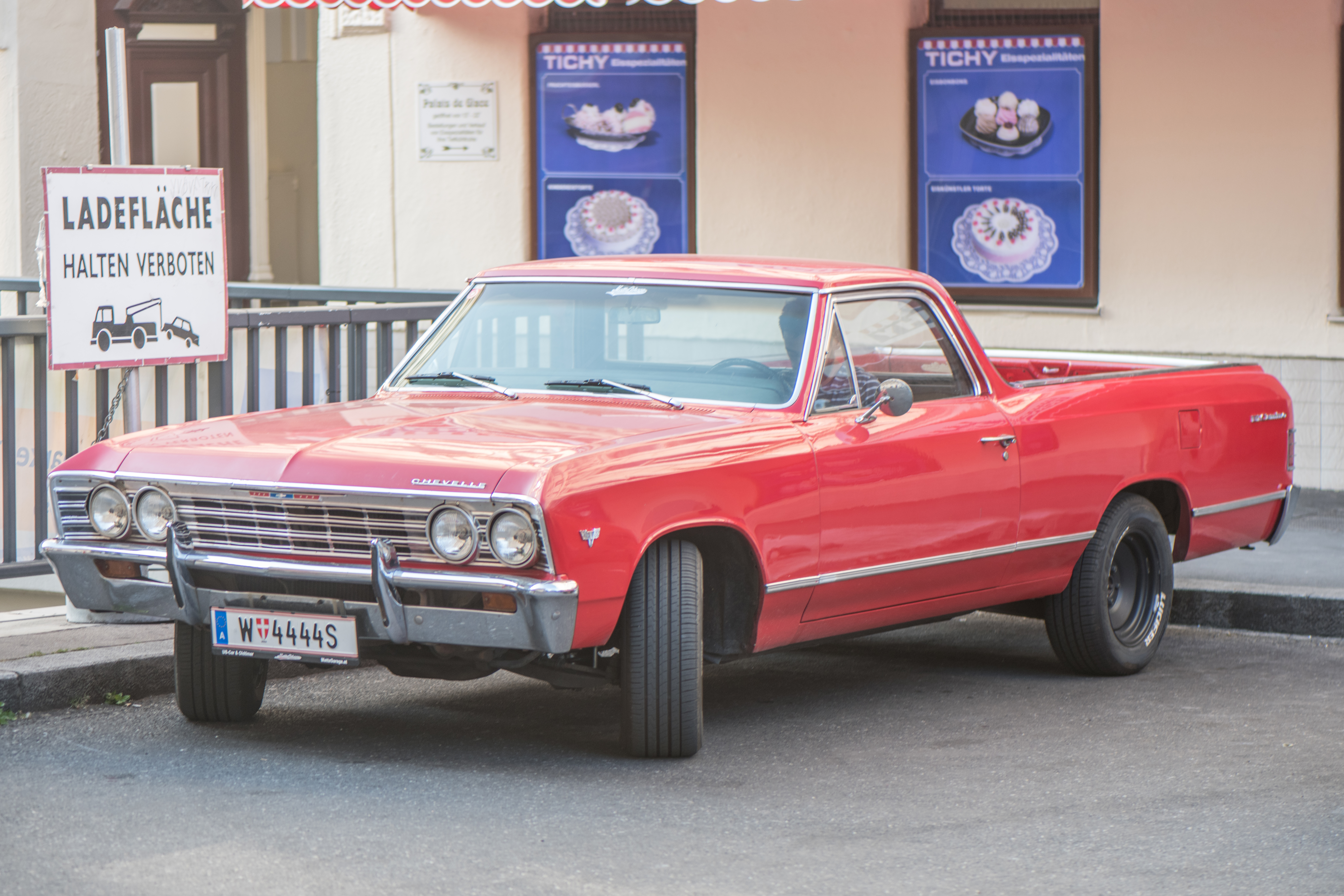
El Camino (1967)